# José Fernandes Farinha Tavares
José Fernandes Farinha Tavares GOM • GCC (Ermida, Sertã, 1956) é um magistrado português. Foi presidente do Tribunal de Contas de Portugal entre 2020 e 2024.
É juiz-conselheiro do Tribunal de Contas, estando ligado à instituição desde a década de 1980.
Entre fevereiro de 1995 e fevereiro de 2020 ocupou o cargo de Diretor-Geral do Tribunal de Contas, sendo, por inerência, Presidente do Conselho Administrativo do Tribunal de Contas e Chefe do Gabinete do Presidente.
A 6 de outubro de 2020 foi nomeado presidente do Tribunal de Contas pelo Presidente da República, Marcelo Rebelo de Sousa, tomando posse no dia seguinte. Sucedeu no cargo a Vítor Caldeira.
A 26 de agosto de 2003, foi agraciado com o grau de Grande-Oficial da Ordem do Mérito. A 18 de outubro de 2024, foi agraciado com o grau de Grã-Cruz da Ordem Militar de Cristo.